# Blannay
Blannay település Franciaországban, Yonne megyében. Lakosainak száma 100 fő (2022. január 1.). Blannay Saint-Moré, Arcy-sur-Cure, Givry, Montillot, Sermizelles és Voutenay-sur-Cure községekkel határos.

## Népesség
A település népességének változása:
| Lakosok száma | 124  | 120  | 119  | 114  | 110  | 106  | 103  | 101  | 100  |
|               | 2013 | 2015 | 2016 | 2017 | 2018 | 2019 | 2020 | 2021 | 2022 |